# Rosetta Project
Pour les articles homonymes, voir Rosetta.
 (décembre 2016).
Si vous disposez d'ouvrages ou d'articles de référence ou si vous connaissez des sites web de qualité traitant du thème abordé ici, merci de compléter l'article en donnant les références utiles à sa vérifiabilité et en les liant à la section « Notes et références ».
Le Rosetta Project est un projet de collaboration entre spécialistes du langage pour créer un équivalent moderne de la Pierre de Rosette (Rosetta Stone en anglais) qui puisse durer de 2000 à 12000 ap. J.-C, initié par la Long Now Foundation.
L'intention est de créer une plateforme unique pour la recherche linguistique et l'éducation ainsi qu'un outil linguistique pour la redécouverte de langues perdues dans le futur.

## Problématique
50 à 90 % des langues de la planète risquent de disparaître au cours du XXIe siècle, avec peu voire pas de documentation pour beaucoup d'entre elles. Une grande partie du travail fait sur les langues rares reste inaccessible. Le but du projet est donc de faire un échantillonnage et un archivage presque permanent de 1 000 langues. Certaines n'ont pas plus de 1 000 locuteurs, d'autres sont considérées comme en voie de disparition à cause de la centralisation de certains gouvernements et de la mondialisation qui accroît la présence de l'anglais et de quelques autres langues.

## Réalisations
Le projet crée de larges archives de langues via un processus ouvert de contributions et de commentaires. Les archives obtenues seront rendues publiques sur trois médias différents : un disque en alliage de nickel gravé de 5,08 cm (2 pouces) ayant une durée de vie prévue de 2 000 ans, un livre de référence et des archives en ligne.
Une première version dite « Version 1.0 » a été terminée à l'automne 2002. Le disque contient plus de 15 000 pages de documentation lisibles après grossissement de 1 000 fois au microscope. Une production en masse de ce disque est prévue mais pas encore été réalisée. La version en ligne de la bibliothèque continue de croître.
Un exemplaire de ce disque en nickel inaltérable a été fixé à l'extérieur de la sonde spatiale Rosetta qui a été lancée en 2004 et qui s'est mise en orbite autour de la comète 67P/Tchourioumov-Guérassimenko en 2014.